# John Mung-ngawn La Sam
John Mung-ngawn La Sam (ur. 27 kwietnia 1973 w Moe Gok) – mjanmański duchowny rzymskokatolicki, biskup Myitkyina.

## Życiorys
Święcenia kapłańskie przyjął 16 stycznia 2016 w zgromadzeniu Misjonarzy Wiary. Po święceniach został wikariuszem przy parafii katedralnej w Myitkyina, a w 2017 został dyrektorem tamtejszego ośrodka rekolekcyjnego oraz proboszczem parafii św. Pawła.
29 października 2024 papież Franciszek mianował go biskupem diecezji Myitkyina. Święcenia biskupie przyjął 12 stycznia 2025 z rąk kardynała Charles'a Maunga Bo.